# Bertil Damm
Erik Bertil Damm, född 28 juni 1887 på Stynsbergs gård i Tierp i Uppsala län, död 18 juli 1942 på Ljusdals lasarett, var en svensk konstnär (främst målare). Han var son till inspektor Carl Johan Damm och Christina Carolina Nilsdotter.
Damm var elev vid Althins målarskola 1906 och vid Konsthögskolan 1907-1908 därefter företog han studieresor till Italien 1912, 1921.1922 och 1927, Spanien 1916-1919, Frankrike 1912-1914 och 1938, Estland 1936 och 1937. Han debuterade med en utställning på Hallins konsthandel 1909 och ställde därefter ut på Svensk-franska konstgalleriet, Konstnärshuset och tillsammans med Optimisterna på Liljevalchs konsthall. Han genomförde en retrospektiv utställning på Konstakademien 1934.
Han målade bland annat figurmotiv, porträtt och landskap med motiv från italienska städer och Fårö. Men är främst känd för sina arbeten inom dekorativ konst såsom väggmålningar på Tekniska museet i Stockholm och monumentalmålningen i Landstatshuset i Gävle, samt målnigen Apoteos över svensk bildning för dåvarande för Stockholms stadshus Gyllende Sal som aldrig kom till utförande men som nu i sina utkast finns på Stockholms högskola), teaterdekorer han samarbetade bland annat nära med kompositören Natanael Berg inför dennes opera Birgitta 1942 och teaterdekorationer till bland annat Mäster Olof och Othello samt förlagor till textilkonstverk såsom gobelänger.
Andra kända verk var en väggtapet för M/S Kungsholm och väggmålningar på hotell Atlantic i Stockholm.
Han blev ledamot av Konstakademien 1941 och han utnämndes till professor vid Konstakademien kort före sin död 1942. Bertil Damm är begravd på Ekerö kyrkogård.
En minnesutställning med Damms konst visades på Konstakademien 1943 där katalogen skrevs av Ragnar Hoppe. Damm är representerad vid  Nationalmuseum, Moderna museet, Thielska galleriet, Göteborgs konstmuseum, Gävle museum, Västerås konstmuseum, Statens porträttsamling på Gripsholm och Nasjonalgalleriet i Oslo .

## Teater

### Scenografi och kostym
| År   | Produktion                              | Upphovsmän                                                                    | Regi             | Teater        | Noter                 |
| ---- | --------------------------------------- | ----------------------------------------------------------------------------- | ---------------- | ------------- | --------------------- |
| 1922 | Ett kasperspel                          | Einar Rosenberg                                                               | Olof Molander    | Dramaten      | Scenografi och kostym |
| 1933 | De tre musketörerna Die drei Musketiere | Rudolf Schanzer, Ernst Welisch och Ralph Benatzky Översättning Arvid Petersén | Nils Johannisson | Oscarsteatern | Scenografi            |
| 1936 | Spökdamen La dama duende                | Calderon de la Barca                                                          | Olof Molander    | Dramaten      | Scenografi            |
| 1940 | Diana går på jakt French Without Tears  | Terence Rattigan Översättning Håkan Westergren                                | Stig Torsslow    | Nya Teatern   | Scenografi            |